# Christa Elsner-Solar
Christa Elsner-Solar (* 22. Dezember 1946 in Einbeck) ist eine deutsche Politikerin (SPD).

## Leben und Beruf
Nach dem Besuch der Volksschule machte Elsner-Solar von 1965 bis 1968 eine Ausbildung zur Erzieherin und schloss im Jahr 1973 ein Studium der Sozialpädagogik ab. Danach war sie an verschiedenen sozialen Einrichtungen (u. a. bei der Arbeiterwohlfahrt und beim Diakonischen Werk) tätig. 
Christa Elsner-Solar gehört der evangelisch-lutherischen Kirche an und lebt seit 1977 in Hannover-Ahlem.

## Politik
Elsner-Solar ist seit 1972 Mitglied der SPD. Sie gehörte dem Niedersächsischen Landtag von 1994 bis 2003 an. Im November 2005 zog sie zusammen mit Hans-Christian Schack als Ersatz für die ausgeschiedenen Mitglieder Sigmar Gabriel und Thomas Oppermann erneut in den Landtag ein, dem sie dann bis zum Ende der Wahlperiode 2008 angehörte.